# 邱少云烈士纪念馆
邱少云烈士纪念馆（英語：Qiu Shaoyun Memorial）是位于重庆铜梁区的一座纪念馆，主要记载邱少云烈士的生平事迹。馆长是王成金。

## 历史
1962年10月12日建成开馆，位于重庆铜梁区巴川镇民主路64号，在少云公园内，毗邻铜梁武庙和铜梁中学凤山校区。纪念馆分为烈士事迹陈列馆和纪念碑广场，馆名由杨尚昆题写，纪念碑由朱德题写。纪念馆占地面积16,000平方米，展览面积1,700多平方米，由1个序厅与4个纪念室构成。

## 营业时间
- 周二至周日：上午九点至十二点，下午两点至五点
- 周一闭馆